# Smart Fortwo

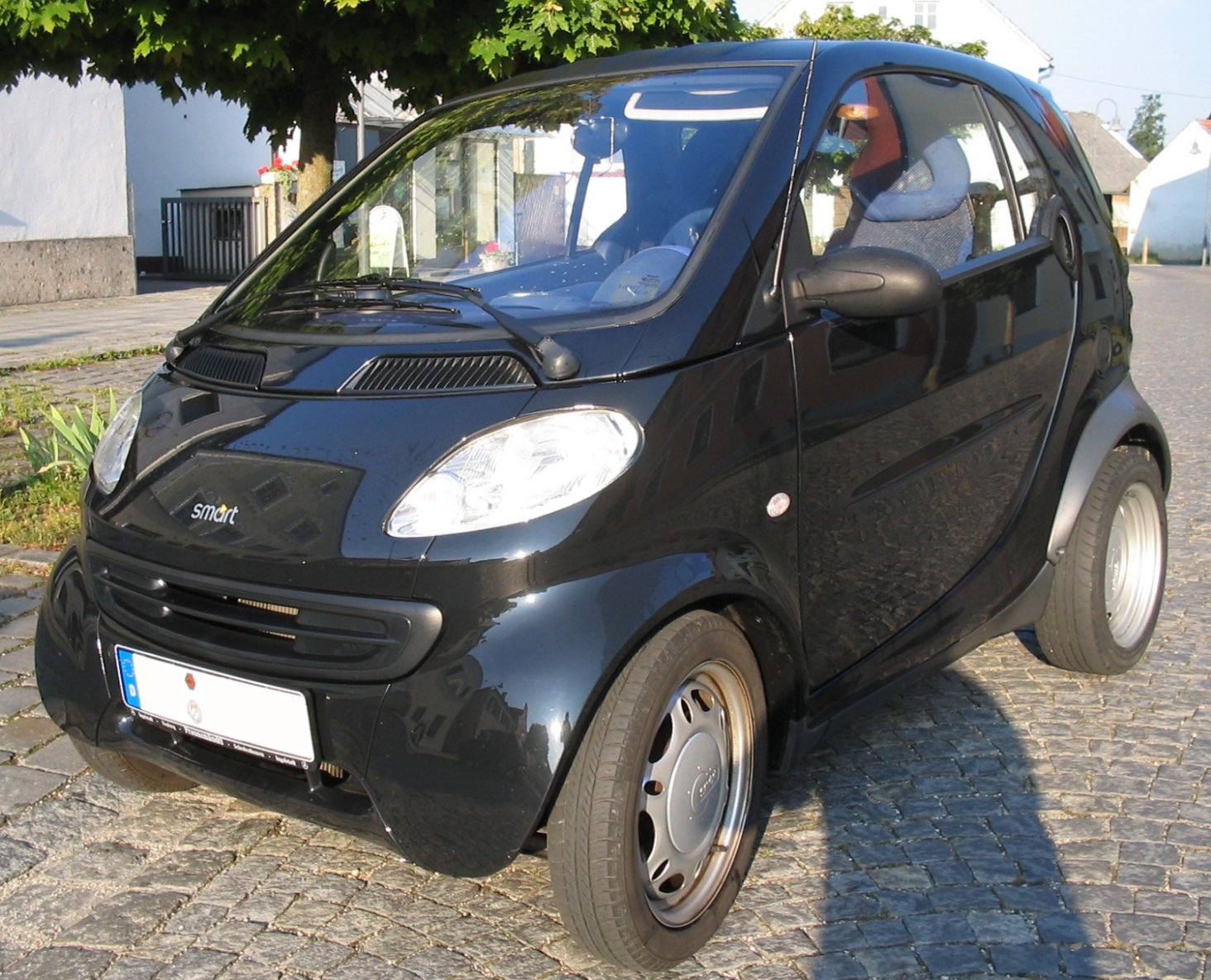
Smart City Coupé (1998-2001)

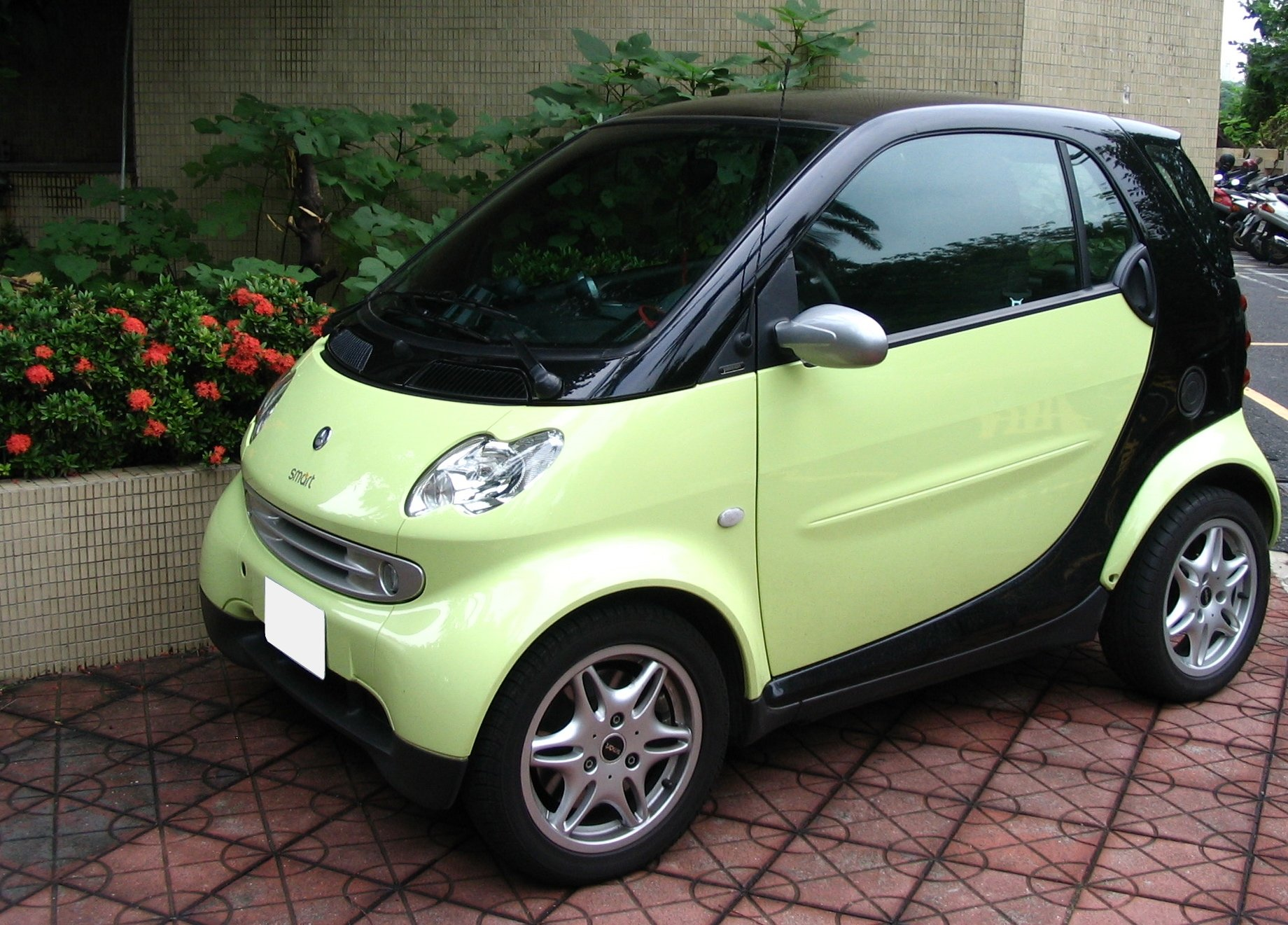
Smart Fortwo Coupé (2002-2006)

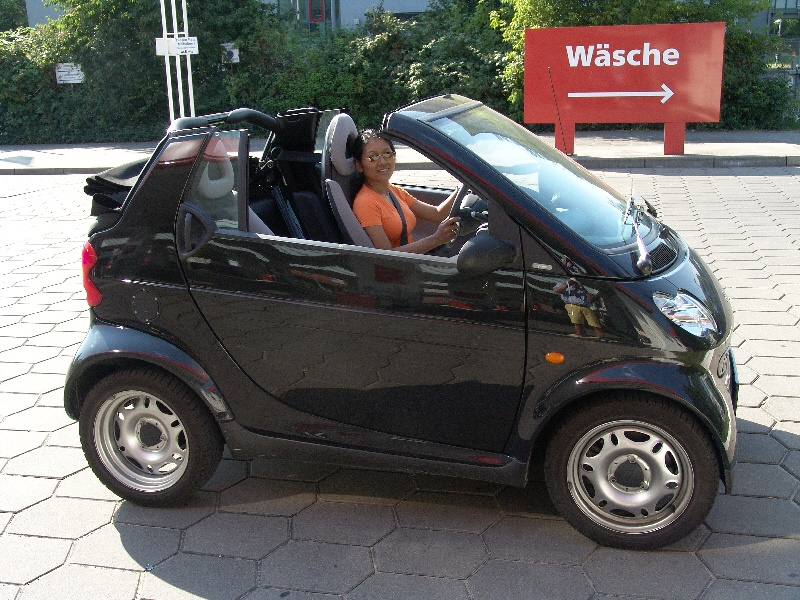
Smart Fortwo Cabriolet (2002-2006)

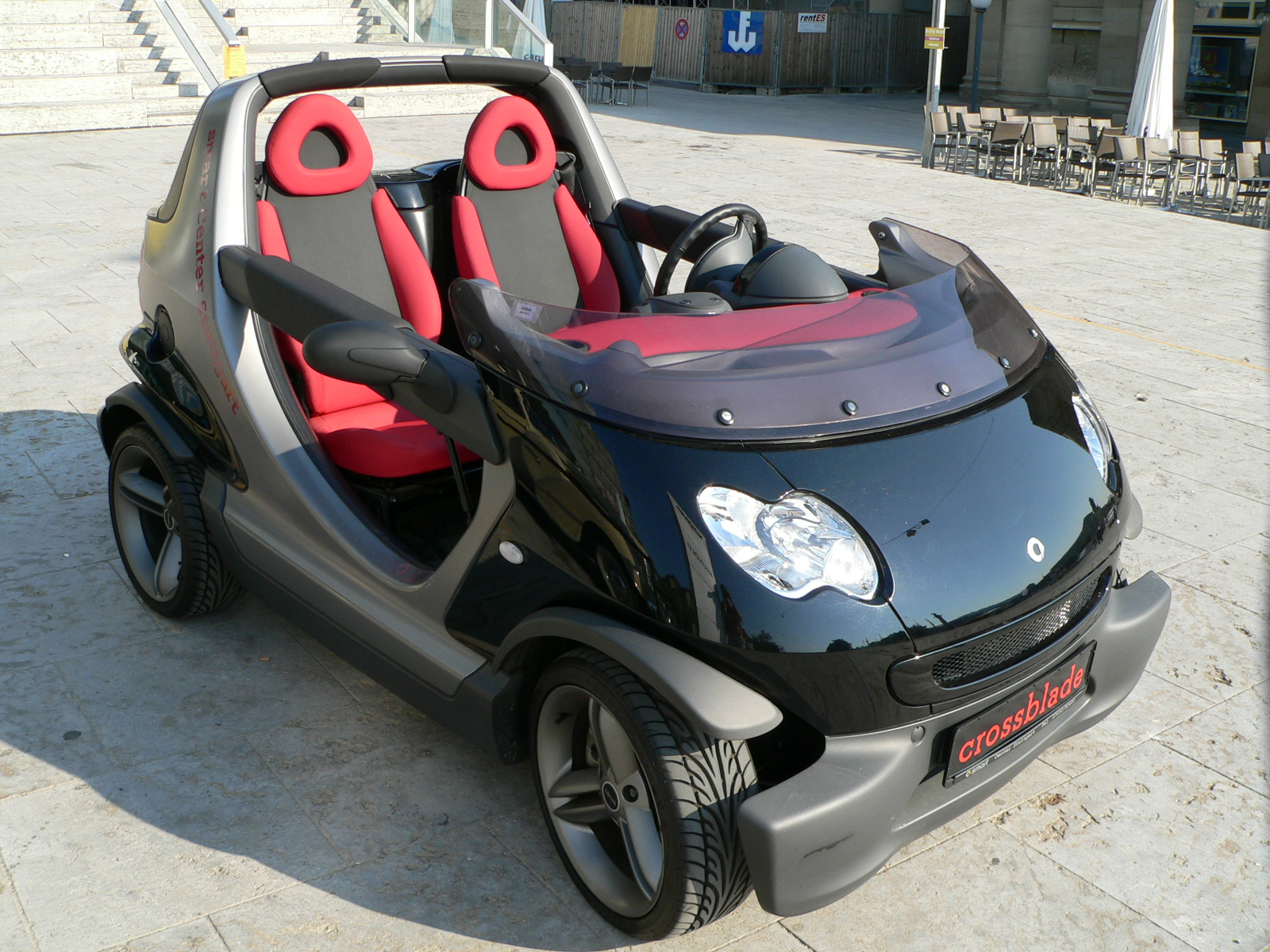
Smart Crossblade (2002)

Smart Fortwo är en tvåsitsig mikrobil från Smart Automobile, ursprungligen under namnet Smart City Coupé fram till 2002. 
Den tillverkades från 1998 till och med mars 2024.

## Historik
Smart har sitt ursprung i ett designsamarbete mellan Mercedes-Benz och klocktillverkaren Swatch som började 1994. Bilmodellen visades upp offentligt för första gången på Bilsalongen i Paris 1998. 
Till en början erbjöds modellen endast i ett utförande med en täckt tvådörrars halvkombikaross med en trecylindrig bensinmotor på 50 hästkrafter på 698 ccm, men kompletterades av en cabrioletmodell år 2002. 
I samband med detta genomgick modellen en lättare ansiktslyftning med nya strålkastare och en ny logotyp i fronten. Samtidigt introducerades varumärket Smart också i Sverige. I och med detta fick modellen också sitt nuvarande namn. 
Idag erbjuds modellen med samma motor som vid introduktionen med olika trimningsgrader på mellan 50 och 71 hästkrafter, samt med en dieselmotor (cdi) på 41 hästkrafter. Transmissionen sker i samtliga fall med hjälp av en sexstegad halvautomatisk växellåda. Även en enliters motor med och utan turbo och femväxlad låda har tillkommit. Antisladdsystemet ESP är standard i samtliga versioner. Karossen är klädd med plastpaneler i utbytbara färger.
År 2002 kom ytterligare ett derivat av serien, kallad Crossblade, vilket innebar att tak, vindruta och dörrar saknades. Modellen hade speciella fälgar och unik lackering och interiör och tillverkades i en begränsad upplaga. 
Försäljningen av Fortwo har stadigt ökat genom åren och i storstäder som Rom och Paris är modellen populär på grund av sitt annorlunda formspråk och lätthanterliga proportioner. På grund av en låg bränsleförbrukning är den på flera ställen klassificerad som miljöbil; exempelvis i Göteborg där den en period kunde parkeras gratis, vilket gjorde den till en försäljningsframgång i Västsverige. 
I slutet av 2006 presenterades en kraftigt uppdaterad version av Fortwo, som har ett liknande utseende, men som är 20 cm längre för att leva upp till högre krocksäkerhetskrav.

## Karosserier
- Coupé
- Cabriolet
- Crossblade

## Utföranden
- Pure
- Pulse
- Passion
- Sunray
- Brabus

## Förekomster i filmer
- Da Vinci-koden (2006)
- Rosa pantern (2006)
- Gustaf 2 (2006)
- Brüno (2009)
- The Expendables 2 (2012)